# 中嶋絵美
中嶋 絵美（なかしま えみ）は、日本のアナウンサー。 アール・エフ・ラジオ日本、日本テレビ放送網、ラジオパーソナリティ。元テレビユー福島 アナウンサー。

## 人物・来歴
2015年10月よりテレビユー福島のアナウンサーを務める。
2019年11月テレビユー福島を退社後、フリーとなる。
2023年現在はTBS SPARKLE キャスター室に所属し、フリーアナウンサーとして活動している。
2024年4月から、TCP artistと業務提携。
趣味は筋トレでBEST BODY JAPAN 2019 福島大会 レディースクラス 準グランプリ/青森大会 レディースクラス グランプリ/日本大会 出場の経歴を持つ。その他、スポーツ観戦（野球とモータースポーツを中心に）、自動車ショールームカフェ巡り。
特技は（ちょっとだけ?）大食い、食リポ、車の運転資格。

## 出演

### テレビ
- TUF 「げっきんチェック」 - メインMC
- TBS「音楽の日」 - リポーター
- TBS「Nスタ」 - リポーター
- tvk「tvk NEWSハーバー」 - リポーター
- TUF「市町村対抗ふくしま駅伝」「福島県高校駅伝」 - 中継所実況
- TUF 「なんでかんで見っせ!」 - リポーター
- JNN東北スペシャル - リポーター 他

### ラジオ
- ラジオ日本 - ニュースアナウンサー
- ラジオ日本 年始特番、 - 選挙特番MC
- CBC 「多田しげおの気分爽快!!朝からP・O・N」 - リポーター
- CBC「丹野みどりのよりどりっ!」 - リポーター 他